# Luciano Zauri
Luciano Zauri, né le 20 janvier 1978 à Pescina en Italie, est un footballeur international italien qui évoluait au poste de défenseur. Il est depuis devenu entraîneur.

## Biographie

### Palmarès

#### En club
| Lazio Rome - Coupe d'Italie - Vainqueur en 2004 |